# علی سایبو
علی سایبو (انگلیسی: Ali Saibou؛ ۱۷ ژوئن ۱۹۴۰ – ۳۱ اکتبر ۲۰۱۱) سیاستمدار، و پرسنل نظامی اهل نیجر بود. وی از ۱۴ نوامبر ۱۹۸۷ تا ۱۶ آوریل ۱۹۹۳ رئیس‌جمهور این کشور بود.
علی سایبو در ۳۱ اکتبر ۲۰۱۱، در سن ۷۱ سالگی درگذشت.